# Centro Atlético Fénix
Il Centro Atlético Fénix, noto più semplicemente come Fénix, è una società calcistica uruguaiana di Montevideo.

## Storia
Il club fu fondato il 7 luglio 1916 da parte di un gruppo di giovani, i quali decisero di assegnargli il nome di fénix (fenice) in riferimento all'omonimo uccello mitologico. I colori sociali sono il viola, simbolo dell'eternità, e il bianco, simbolo della purezza.
Nel 2003 si è qualificato per la prima volta in Copa Libertadores, ma al termine della stagione 2005-2006 è retrocesso in seconda divisione.
Al termine del campionato di Segunda División 2008-09 ha ottenuto la promozione in Primera División, avendo ottenuto il maggior numero dei punti nella classifica aggregata tra il campionato di Apertura e quello di Clausura.

## Palmarès

### Competizioni nazionali
- Segunda División Profesional de Uruguay: 6

1956, 1959, 1973, 1977, 1985, 2006-2007
- Segunda División Amateur de Uruguay: 1

1991
- Liguilla Pre-Libertadores de América: 2

2002, 2003
- Divisional Extra de Fútbol de Uruguay: 1

1918
- Divisional Intermedia de Fútbol de Uruguay: 2

1942, 1949

### Altri piazzamenti
- Campionato uruguaiano:

Secondo posto: Apertura 2019
Terzo posto: 1962, 1978, 1979, 2002, Clausura 2003, Clausura 2010
- Segunda División Profesional de Uruguay:

Terzo posto: 2000

## Partecipazioni competizioni CONMEBOL
Il club si è qualificato due volte ad una competizione CONMEBOL.
- Copa Libertadores (2)

2003: primo turno
2004: primo turno

## Rosa 2024
| N. |                     | Ruolo | Calciatore              |
| -- | ------------------- | ----- | ----------------------- |
| 1  | Uruguay (bandiera)  | P     | Aarón Soria             |
| 3  | Uruguay (bandiera)  | D     | Facundo Queiróz         |
| 4  | Uruguay (bandiera)  | D     | Maximiliano Perg        |
| 5  | Uruguay (bandiera)  | C     | Andrés Schetino         |
| 6  | Uruguay (bandiera)  | D     | Ignacio Velázquez       |
| 7  | Uruguay (bandiera)  | C     | Wiston Fernández        |
| 9  | Uruguay (bandiera)  | A     | Sebastián da Silva      |
| 11 | Uruguay (bandiera)  | A     | Fabián Estoyanoff       |
| 12 | Paraguay (bandiera) | P     | Pedro Bernardo González |
| 13 | Uruguay (bandiera)  | D     | Guillermo Pereira       |
| 14 | Uruguay (bandiera)  | D     | Agustín Alfaro          |
| 14 | Uruguay (bandiera)  | C     | Luca Barreto            |
| 15 | Uruguay (bandiera)  | D     | Agustín Chopitea        |
| 16 | Uruguay (bandiera)  | C     | Braulio Guisolfo        |
| 17 | Uruguay (bandiera)  | A     | Sergio Cortelezzi       |
| 17 | Uruguay (bandiera)  | A     | Gustavo Viera           |
| 18 | Uruguay (bandiera)  | A     | Axel Pérez              |
| 18 | Uruguay (bandiera)  | C     | Sebastián Cáceres       |
| 19 | Uruguay (bandiera)  | A     | Maximiliano Juambeltz   |
| 20 | Uruguay (bandiera)  | D     | Santiago Franca         |
| 21 | Paraguay (bandiera) | A     | Emmanuel Morales        |

| N. |                      | Ruolo | Calciatore          |
| -- | -------------------- | ----- | ------------------- |
| 21 | Uruguay (bandiera)   | C     | Santiago Viera      |
| 22 | Uruguay (bandiera)   | D     | Agustín Da Silveira |
| 22 | Argentina (bandiera) | C     | Nicolás Bertochi    |
| 23 | Uruguay (bandiera)   | D     | Adrián Argachá      |
| 24 | Uruguay (bandiera)   | D     | Juan Álvez          |
| 25 | Uruguay (bandiera)   | P     | Emiliano Márquez    |
| 26 | Uruguay (bandiera)   | A     | Sebastián De Marco  |
| 27 | Argentina (bandiera) | A     | Mauro Cachi         |
| 28 | Uruguay (bandiera)   | D     | Facundo Rodríguez   |
| 29 | Uruguay (bandiera)   | A     | Mathías Acuña       |
| 30 | Uruguay (bandiera)   | C     | Matías Cabrera      |
| 30 | Uruguay (bandiera)   | A     | Óscar Cruz          |
| 31 | Brasile (bandiera)   | C     | Dudu                |
| 32 | Uruguay (bandiera)   | C     | Diego Vicente       |
| 33 | Uruguay (bandiera)   | P     | Agustín Requena     |
| 34 | Uruguay (bandiera)   | C     | Santiago Scotto     |
| 40 | Uruguay (bandiera)   | A     | Facundo de León     |
| 44 | Uruguay (bandiera)   | D     | Emanuel Carlos      |
| 57 | Uruguay (bandiera)   | C     | Nicolás Queiróz     |
| 97 | Brasile (bandiera)   | A     | Breno Caetano       |